# HD 23319
HD 23319，又名CD-37 1415，SAO 194475、HR 1143，是一颗恒星，视星等为4.59，位于銀經239.76，銀緯-52.69，其B1900.0坐标为赤經3h 39m 7.6s，赤緯-37° -52.69′ 44″。